# 家族日記 (テレビドラマ)
『家族日記』（かぞくにっき）は、NHK総合テレビジョンの『銀河テレビ小説』ふるさとシリーズで、1979年8月20日から9月7日まで放送されたテレビドラマ。全15回。

## 概要
北海道釧路市が舞台。

## 出演
- 拓海 - 川崎麻世

水産高校2年生。
- 和子 - 松尾嘉代

拓海の母。
- 耕一 - 河原崎建三

拓海の父。
悦子と浮気している。
- 悦子 - 二宮さよ子

耕一の恋人。
- 北村和夫
- 文野朋子
- 中村久美
- 鈴木瑞穂
- 倉野章子

## スタッフ
- 作 - 田向正健
- 音楽 - 宮本光雄
- 演奏 - 新室内楽協会

## 主題歌
- 松山千春『夜明け』